# 今井潤
今井 潤（いまい じゅん、1910年8月15日 - 1997年10月13日）は、日本の小説家、随筆家、編集者。本名は、今村義雄。

## 略歴
長野県上伊那郡伊那富村（現・辰野町）出身。旧制諏訪中学校（長野県諏訪清陵高等学校・附属中学校）を経て、東洋大学専門部東洋文学科修了、1933年法政大学文学部哲学科中退。簡易保険局勤務を経て、日本文学報国会事務局長を務めた。戦後、鎌倉文庫勤務を経て、文芸美術国民健康保険組合発足から運営に従事し常務理事を務めた。1975年藍綬褒章受章。

## 著書
- 『冬眠』地平社 1947年
- 『河鹿』金沢文庫 1948年
- 『三等常務理事』社会保険法規研究会 1961年
- 『めぐり逢い』 毎日新聞社 1980年
- 『青年文学者 同人雑誌壊滅の歴史』中央公論事業出版 1984年
- 『愛の山河』研友社印刷 1990年